# 17982 Simcmillan
A 17982 Simcmillan (ideiglenes jelöléssel 1999 JK57) a Naprendszer kisbolygóövében található aszteroida. A LINEAR projekt keretében fedezték fel 1999. május 10-én.